# Saint-Roman-de-Malegarde
Saint-Roman-de-Malegarde è un comune francese di 321 abitanti situato nel dipartimento della Vaucluse della regione della Provenza-Alpi-Costa Azzurra.

## Società

### Evoluzione demografica
Abitanti censiti